# Харни (окръг, Орегон)
Окръг Харни (на английски: Harney County) е окръг в щата Орегон, Съединени американски щати. Площта му е 26485 km², а населението - 7609 души (2000). Административен център е град Бърнс.

## Градове
- Хайнс